# Buhara
Buhara este un oraș situat în partea de SE a Uzbekistanului. Este reședința regiunii Buhara. Zona orașului a fost o veche vatră de locuire.

Buhara, localitate situată pe Drumul Mătăsii a fost încă din trecut un important centru comercial, cultural și religios. Partea veche a orașului împânzită de moschei și medrese este inclusă în patrimoniul cultural mondial UNESCO în 1993. Printre elementele ce compun partea veche a orașului se numără și mormântul lui Ismail Samani, datat din secolul al X-lea, o capodoperă a arhitecturii musulmane.
Semnificația denumirii localității în limba sogdică este "loc fericit" sau "loc norocos".

## Personalități născute aici
- Muhammad al-Bukhari (810 - 870), teolog musulman;
- Șahmurad (1749 - 1800), monarh uzbec.